# Christian Jelves
Christian André Jelves Palacios (Santiago, 22 de enero de 1991) es un futbolista chileno que actualmente juega en Provincial Osorno de la Segunda División Profesional de Chile.

## Trayectoria
Proveniente de las inferiores de Audax Italiano, debutó en el primer equipo itálico el año 2010, ingresando en el minuto 90 en la victoria frente a Huachipato por 2-1, válido por el Torneo de Primera División de aquella temporada. Después de 2 años, se convierte rápidamente en titular indiscutido, llevando varios partidos en el cuerpo, siendo un referente en el equipo y llegando a convertirse en capitán varias veces.
En el año 2013, se convirtió en nuevo jugador de Coquimbo Unido, en donde tuvo un buen paso. Tras esa temporada regresó a Audax, pero al tener una pobre campaña en el equipo, jugando pocos partidos, fue fichado por San Marcos de Arica, disputando una temporada en la Primera División, y luego del descenso, en la Primera B de Chile.
En 2017 fue comprado por Curicó Unido, pero fue enviado inmediatamente a préstamo a Murciélagos Fútbol Club de la Segunda División de México. En el equipo mexicano solo jugó 8 partidos en la temporada, y a mitad de 2018 fue considerado para jugar en Curicó Unido, por lo que se transformó en refuerzo del cuadro albirrojo para la segunda mitad del Torneo de Primera División 2018.
En 2019 llegó a Deportes Valdivia y actualmente sigue en el club.

## Clubes
| Club                | País   | Año       |
| ------------------- | ------ | --------- |
| Audax Italiano      | Chile  | 2009-2013 |
| Coquimbo Unido      | Chile  | 2013-2014 |
| Audax Italiano      | Chile  | 2014-2015 |
| San Marcos de Arica | Chile  | 2015-2017 |
| Murciélagos F.C.    | México | 2017-2018 |
| Curicó Unido        | Chile  | 2018      |
| Deportes Valdivia   | Chile  | 2019-2021 |
| Deportes Concepción | Chile  | 2022      |
| Provincial Osorno   | Chile  | 2023-Act. |

## Palmarés

### Campeonatos nacionales
| Título    | Club           | País  | Año    |
| --------- | -------------- | ----- | ------ |
| Primera B | Coquimbo Unido | Chile | 2014-C |